# Antepipona metemmensis
Antepipona metemmensis är en stekelart som först beskrevs av Magrett 1884.  Antepipona metemmensis ingår i släktet Antepipona och familjen Eumenidae. Inga underarter finns listade i Catalogue of Life.